# Неандер, Михаил
Михаил (Михаэль) Неандер (1525, Сорау — 26 апреля 1595, Ильфедьд) — германский гуманист, педагог, руководитель монастырской школы в Ильфельде.

## Биография
Родился в 1525 году семье купца Ганса Ноймана и его жены Агнес в Сорау на территории тогдашнего маркграфства Лаузиц (ныне Жару, Польша), где началось и его обучение. Затем он учился в Гольдрберге, в гимназии Троцендорфа. С марта 1544 года учился в Виттенбергском университете, где его учителями стали Мартин Лютер и Филипп Меланхтон. С этого времени он называл себя Неандером, переведя это имя на греческий язык по учёному обычаю того времени.
При поддержке Меланхтона получил должность третьего учителя в школе в Нордхаузене, став впоследствии конректором этого заведения. С 30 июня 1554 года и до конца жизни руководил монастырской школой в Ильфельде, 31 июля 1554 года получил степень магистра в Виттенберге. В 1562 году женился.
Уже при жизни получил большую известность как педагог-новатор, противопоставивший распространённой бессистемности обучения составленные им чёткие программы для учеников от 6- и до 18-летнего возраста. В его школе, в которую вскоре стали направлять своих детей многие богатые протестантские семьи Европы, преподавали риторику, диалектику, этику, физику, ботанику, греческий, латынь, иврит. Ненадер лично написал по всем этим предметам новые, долго ценившиеся и много раз издававшиеся учебники. Наиболее известны его книги по греческому языку: «Graecae linguae tabulae» (Базель, 1564) «Graecae linguae erotemata» (там же, 1561), «De re poetica Graecorum» (Лейпциг, 1582).
Скончался 26 апреля 1595 года и был похоронен в монастырской церкви Ильфельда, ликвидированной в XIX веке.